# Менса
„Менса Интернешънъл“ (на английски: Mensa International) е най-голямото, най-старото и най-известното дружество на хора с висок коефициент на интелигентност в света.
Името „Менса“ произлиза от латинската дума за „маса“. Първото дружество „Менса“ е създадено в колежа Линкълн Колидж (Lincoln College) на Оксфордския университет, Англия от Роланд Берил (адвокат) и д-р Ланселот Уеър (учен, юрист) през 1946 г.
„Менса Интернешънъл“ обединява 134 хил. членове, обединени в национални организации в 100 държави. Нейното седалище е в село Кейторп (Caythorpe), окръг Южен Кестевън (South Kesteven), графство Линкълншър, Англия.
Организацията ограничава членството си само до хора с резултати над 98% от няколко стандартизирани теста за интелигентност (тъй като скалите на тестовете са различни, точната стойност в точки също е различна).